# Adam Biro
Pour les articles homonymes, voir Biró.
Adam Biro, né le 23 septembre 1941 à Budapest, est un éditeur et écrivain français.

## Biographie
En 1956, Adam Biro quitte la Hongrie avec l'accord de ses parents pour suivre ses études à Paris puis à Genève. Il se spécialise en lettres et en histoire de l'art.
De 1967 à 1970, il est éditeur d'art à l'Office du livre de Fribourg, puis directeur des éditions Filipacchi jusqu'en 1974. Directeur du bureau parisien des éditions belges Duculot de 1976 à 1980, il travaille ensuite de 1980 à 1986 chez Flammarion, où il dirige le département des livres d'art. Il fonde sa propre maison en 1987, au sein du groupe italien Mondadori : les éditions Adam Biro, spécialisées dans le livre d'art, qui cessent leur activité en 1992. En 2005, il crée Biro Éditeur, qui devient plus tard Biro & Cohen éditeurs.
En tant qu'auteur, Adam Biro a écrit des pièces pour France Culture ainsi que des recueils de nouvelles, un roman et plusieurs essais.

## Publications
- (Avec René Passeron), Dictionnaire général du surréalisme et de ses environs, Office du livre, Fribourg, Suisse, et Presses universitaires de France, Paris, 1982
- Quelqu'un d'ailleurs (roman), Flammarion, 1996
- Tsigane (nouvelles), éditions Métropolis, 1998
- Louise s'habille (nouvelles), éditions Le Passage, 2002
- Loin d'où revisité (nouvelles), La Chambre d'échos, 2004  (ISBN 978-2-913904-20-0)
- Deux Juifs voyagent dans un train (nouvelles), Belfond, 2007
- (Avec Karin Biro-Thierbach), Toi et moi je t’accompagne. Entre Königsberg et Kaliningrad, nous cherchons de l’ambre et des racines., La Chambre d'échos, 2007  (ISBN 978-2-913904-37-8)
- Le Marchand de lunettes (nouvelles), Belfond, 2009
- La Toile aux vanités (nouvelles), La Chambre d'échos, 2012  (ISBN 978-2-913904-51-4)
- Dictionnaire amoureux de l'humour juif, Plon, 2017  (ISBN 9782259230292)
- Les Ancêtres d’Ulysse, PUF, 2002. Nouvelle édition (37 ill. nb), La Chambre d'échos, 2018  (ISBN 978-2-913904-66-8)
- À bouche que veux-tu, SELENA Éditionsmars 2024,  (ISBN 979-10-94886-533)
- Sortie prévue le 24 octobre 2024 Mes histoires juives chez Philippe Rey